# Anglonormann nyelv
Anglonormann nyelvnek (olykor: anglonormand) nevezik azt az oïl nyelvet, amelyet a középkorban beszéltek Angliában a felsőbb társadalmi rétegek, és amely ugyanakkor műveltségi nyelv is volt.

## Történeti áttekintés
Az anglonormann nyelv akkor került Angliába, amikor 1066-ban ezt az országot elfoglalta Normandia hercege, Hódító Vilmos serege. Ennek többsége normandiaiakból állt, akik egy oïl nyelvváltozatot beszéltek, a normannt, amelyet a nyelvészek általában az ófrancia nyelv dialektusának tekintik. Az anglonormann elnevezés tulajdonképpen leegyszerűsítés, mivel Hódító Vilmos seregében a mai Franciaország északi felében található más régiókból (Pikardiából, Anjouból, Île-de-France-ból) származók is voltak, akik saját oïl dialektusaikat beszélték.
Anglia akkori lakosságának többsége az óangol nyelvet beszélte, és a továbbiakban is angolul beszélt. Az anglonormann elsősorban a királyi udvar és a nemesség nyelve volt. Az udvar a 14. század végéig beszélte. IV. Henrik volt az első olyan angol király, akinek anyanyelve az angol volt.
A kereskedők és a mesteremberek egy része anyanyelvként beszélte az anglonormannt, mivel a kontinensről vándoroltak be, másik része második nyelvként beszélte. Ezt a nyelvet használták a kontinenssel, a Brit-sziget többi részével, sőt, az Írországgal való kapcsolatokban is.
A hivatalos dokumentumokat előbb latinul, majd a 12. századtól kezdve anglonormannul is, utólag csak anglonormannul írták, és csak a 14. században szerkesztették az első angol nyelvűeket. Időközben az anglonormann is változott, egyrészt az angol hatása alatt, másrészt a kontinensen beszélt immár tulajdonképpeni francia nyelvé alatt. A francia használata fokozatosan csökkent, de az igazságszolgáltatásban még sokáig megmaradt. Az első angol nyelven írott jogi munkákat a 16. században szerkesztették, és az angol csak 1731-ben lett kötelező a törvényszékeken. Még ma is használnak egyes régies francia mondatokat törvények szövegében. Példák:
A ceste Bille les Communes sont assentus ’Ezt a törvényt az Alsóház elfogadta’;
Soit baillé aux Communes ’Az Alsóháznak küldendő’.
Az írástudók közül egyeseknek az anglonormann anyanyelvük volt, másoknak második nyelvük, és ezen is, meg latinul is írtak.
Műveltségi nyelvként az anglonormann gazdag és sokrétű szépirodalom nyelve volt. Írtak ezen a nyelven krónikákat, lovageposzokat, színpadi, didaktikai, vallásos stb. műveket. Például a francia irodalom egyik híres korai művének, a Roland-éneknek a legrégibb fennmaradt változata (12. század) anglonormann.

## Az anglonormann hatása az angol nyelvre
A normann hódítók nem kényszerítették rá nyelvüket az angol lakosságra, de ennek nyelve anglonormann befolyás alatt fejlődött a középangol felé.
A mai angol nyelvben is fennmaradt számos normann szó. Ezeket némely hangtani vonás jellemzi, főként az, hogy megőriztek olyan mássalhangzókat, amelyek a franciával ellentétben nem változtak tovább. Példák:
- angol catch ’(meg)fog’ < normann cachier ’(állatokat) fog’ < népi latin *captiare > francia chasser ’vadászik’[6] ([k] > [ʃ]);[7]
- angol garden ’kert’ < normann gardin < népi latin (hortus) gardinus ’bekerített kert’ > francia jardin[8] ([g] > [ʒ]);
- angol war ’háború’ < normann werre < frankok nyelve *werra > francia guerre[9] ([w] > [g]).